# Sammy Lee (calciatore)
Samuel Lee, detto Sammy (Liverpool, 7 febbraio 1959), è un allenatore di calcio ed ex calciatore inglese, di ruolo centrocampista.

## Statistiche

### Cronologia presenze e reti in nazionale
| Cronologia completa delle presenze e delle reti in nazionale ― Inghilterra | Cronologia completa delle presenze e delle reti in nazionale ― Inghilterra | Cronologia completa delle presenze e delle reti in nazionale ― Inghilterra | Cronologia completa delle presenze e delle reti in nazionale ― Inghilterra | Cronologia completa delle presenze e delle reti in nazionale ― Inghilterra | Cronologia completa delle presenze e delle reti in nazionale ― Inghilterra | Cronologia completa delle presenze e delle reti in nazionale ― Inghilterra | Cronologia completa delle presenze e delle reti in nazionale ― Inghilterra |
| Data                                                                       | Città                                                                      | In casa                                                                    | Risultato                                                                  | Ospiti                                                                     | Competizione                                                               | Reti                                                                       | Note                                                                       |
| -------------------------------------------------------------------------- | -------------------------------------------------------------------------- | -------------------------------------------------------------------------- | -------------------------------------------------------------------------- | -------------------------------------------------------------------------- | -------------------------------------------------------------------------- | -------------------------------------------------------------------------- | -------------------------------------------------------------------------- |
| 17-11-1982                                                                 | Salonicco                                                                  | Grecia                                                                     | 0 – 3                                                                      | Inghilterra                                                                | Qual. Euro 1984                                                            | 1                                                                          |                                                                            |
| 15-12-1982                                                                 | Londra                                                                     | Inghilterra                                                                | 9 – 0                                                                      | Lussemburgo                                                                | Qual. Euro 1984                                                            | -                                                                          |                                                                            |
| 23-2-1983                                                                  | Londra                                                                     | Inghilterra                                                                | 2 – 1                                                                      | Galles                                                                     | Torneo Interbritannico 1983                                                | -                                                                          |                                                                            |
| 30-3-1983                                                                  | Londra                                                                     | Inghilterra                                                                | 0 – 0                                                                      | Grecia                                                                     | Qual. Euro 1984                                                            | -                                                                          |                                                                            |
| 27-4-1983                                                                  | Londra                                                                     | Inghilterra                                                                | 2 – 0                                                                      | Ungheria                                                                   | Qual. Euro 1984                                                            | -                                                                          |                                                                            |
| 1-6-1983                                                                   | Londra                                                                     | Inghilterra                                                                | 2 – 0                                                                      | Scozia                                                                     | Torneo Interbritannico 1983                                                | -                                                                          |                                                                            |
| 19-6-1983                                                                  | Melbourne                                                                  | Australia                                                                  | 1 – 1                                                                      | Inghilterra                                                                | Amichevole                                                                 | -                                                                          |                                                                            |
| 21-9-1983                                                                  | Londra                                                                     | Inghilterra                                                                | 0 – 1                                                                      | Danimarca                                                                  | Qual. Euro 1984                                                            | -                                                                          | 77’                                                                        |
| 12-10-1983                                                                 | Budapest                                                                   | Ungheria                                                                   | 0 – 3                                                                      | Inghilterra                                                                | Qual. Euro 1984                                                            | 1                                                                          |                                                                            |
| 16-11-1983                                                                 | Lussemburgo                                                                | Lussemburgo                                                                | 0 – 4                                                                      | Inghilterra                                                                | Qual. Euro 1984                                                            | -                                                                          |                                                                            |
| 29-2-1984                                                                  | Parigi                                                                     | Francia                                                                    | 2 – 0                                                                      | Inghilterra                                                                | Amichevole                                                                 | -                                                                          | 78’                                                                        |
| 4-4-1984                                                                   | Londra                                                                     | Inghilterra                                                                | 1 – 0                                                                      | Irlanda del Nord                                                           | Torneo Interbritannico 1984                                                | -                                                                          |                                                                            |
| 2-5-1984                                                                   | Wrexham                                                                    | Galles                                                                     | 1 – 0                                                                      | Inghilterra                                                                | Amichevole                                                                 | -                                                                          |                                                                            |
| 17-6-1984                                                                  | Ñuñoa                                                                      | Cile                                                                       | 0 – 0                                                                      | Inghilterra                                                                | Amichevole                                                                 | -                                                                          | 74’                                                                        |
| Totale                                                                     |                                                                            | Presenze                                                                   | 14                                                                         |                                                                            | Reti                                                                       | 2                                                                          |                                                                            |

## Palmarès

### Club

#### Competizioni nazionali
- Campionato inglese: 7

Liverpool: 1975-1976, 1976-1977, 1978-1979, 1979-1980, 1981-1982, 1982-1983, 1985-1986
- Coppa d'Inghilterra: 1

Liverpool: 1985-1986
- Coppa di Lega inglese: 4

Liverpool: 1980-1981, 1981-1982, 1982-1983, 1983-1984
- Charity Shield: 4

Liverpool: 1977, 1979, 1980, 1982

#### Competizioni internazionali
- UEFA Champions League: 4

Liverpool: 1976-1977, 1977-1978, 1980-1981, 1983-1984
- Supercoppa UEFA: 1

Liverpool: 1977